# Estación d'Alegría-Dulantzi
L'estació d'Alegría-Dulantzi (en castellà Alegría de Álava i en basc Dulantzi) és una estació ferroviària situada en el municipi espanyol homònim a la província d'Àlaba, comunitat autònoma del País Basc. Compta amb serveis de Mitja Distància.
L'estació es troba en el punt quilomètric 505,796 de la línia fèrria d'ample convencional que uneix Madrid amb Hendaia a 553,13 metres d'altitud entre les estacions de Salvatierra i de Vitòria. El tram és de via doble i està electrificat.
L'estació va ser inaugurada entre 1860 i 1864 amb l'engegada del tram Altsasu/Alsasua (Olazagoitia) – Vitòria de la línia radial Madrid-Hendaia. La seva explotació inicial va quedar a càrrec de la Companyia dels Camins de Ferro del Nord d'Espanya qui va mantenir la seva titularitat fins que en 1941 va ser nacionalitzada i integrada en l'acabada de crear RENFE.
Des del 31 de desembre de 2004 Renfe Operadora explota la línia mentre que Adif és la titular de les instal·lacions ferroviàries.
Igual que altres estacions d'aquest tram com Salvatierra de Álava/Agurain o Araya/Araia, l'antic edifici de viatgers construït per Nord ha estat substituït en la dècada dels 80 per un més senzill i funcional. Compta amb tres andanes, un de lateral i dues centrals, al que accedeixen quatre vies. Altres dues vies moren en els laterals de l'estació. Els canvis d'andana es realitzen gràcies a un pas elevat.

## Serveis ferroviaris

### Mitja distància
L'estació disposa d'àmplies connexions de mitja distància que permeten viatjar a destinacions com Irun, Miranda d'Ebre, Vitòria, Saragossa o fins i tot Madrid.
| Línia MD | Trens | Origen/Destinació |  | Destinació/Origen             |
| -------- | ----- | ----------------- |  | ----------------------------- |
| 25       | MD    | Irun              |  | Vitòria Madrid-Chamartín      |
| 26       | RE    | Zaragoza Pamplona |  | Burchs Vitòria Miranda d'Ebre |